# Baie des Parasites
Baie des Parasites är en vik i Antarktis. Den ligger i Östantarktis. Frankrike gör anspråk på området.